# Amy Gentry (Schriftstellerin)
Amy Gentry (geboren vor 2000 in Houston) ist eine US-amerikanische Schriftstellerin.

## Leben
Amy Gentry studierte englische Literatur an der University of Chicago und schloss das Studium mit einer Promotion ab. Sie ist Lehrerin an einer High School. Gentry schreibt Buchrezensionen für die Chicago Tribune und gelegentlich Beiträge für liberale Publikationen wie Salon.com, The Rumpus, The Hairpin, xoJane, Austin Chronicle, Texas Observer, Gastronomica und Los Angeles Review of Books. Im Jahr 2016 veröffentlichte sie ihren ersten Kriminalroman und 2018 einen Band mit Musikkritiken. 

## Werke (Auswahl)
- Good as Gone. Boston : Houghton Mifflin Harcourt, 2016
  - Good as Gone : Ein Mädchen verschwindet. Eine Fremde kehrt zurück. Roman. Übersetzung Astrid Arz. München : C. Bertelsmann Verlag, 2017
- Last woman standing. Boston : Houghton Mifflin Harcourt, 2018
  - Wie du mir : so ich dir : Thriller. Übersetzung Astrid Arz. München : C. Bertelsmann Verlag, 2019
- Tori Amos’s Boys for Pele. New York : Bloomsbury, 2018
- Bad habits. Boston : Houghton Mifflin Harcourt, 2021